# Zombified
«Zombified» es una canción de la banda estadounidense de rock Falling in Reverse. Fue lanzado el 5 de enero de 2022 a través de Epitaph Records. La canción fue lanzada como el segundo sencillo del próximo quinto álbum de estudio de la banda Popular Monster. La canción fue producida nuevamente por Tyler Smyth y el vocalista Ronnie Radke.

## Promoción y lanzamiento
A finales de 2021, el vocalista Ronnie Radke publicó imágenes a través de Instagram que indicaban que podría venir una nueva canción. El 4 de enero de 2022, la banda anunció en sus redes sociales que al día siguiente habría una transmisión en vivo en el canal de Twitch de Ronnie. La canción fue lanzada el 5 de enero de 2022 a través de la transmisión en vivo. Es el primer sencillo de su próximo EP Neon Zombie.

## Composición y letra
«Zombified» es una canción escrita por Ronnie Radke. Es una canción que toca todas sus experiencias, siendo retratado como una de las personas más odiadas del mundo. Intenta decirle al mundo que esto fue hace mucho tiempo y le pide perdón.

## Vídeo musical
El video musical de la canción fue dirigido por Jensen Noen, quien ya había dirigido los videos musicales anteriores de la banda, como «Popular Monster», «The Drug in Me Is Reimagined» y «I'm Not A Vampire (Revamped)». El vídeo encuentra a la banda Falling in Reverse en medio de una invasión de película de terror, primero defendiéndose de un mundo distópico cada vez más habitado por zombis, pero eso es solo el comienzo de sus preocupaciones a medida que más enemigos entran en la batalla. El video musical alcanzó 1 millón de visitas en YouTube en solo dos días y entró en el top 10 de tendencias en los Estados Unidos. El vídeo musical ganó el Best of Festival - Music Video en el Festival Internacional de Cine de Richmond de 2022.

## Controversia en TikTok
Justo después del lanzamiento de la canción, varias personas comenzaron a mostrar su descontento con la canción en la plataforma de videos cortos TikTok. Muchos se quejaron del verso: 

"Oh no they'll never let go,

Of something you said 10 years ago They're canceling you
And they won't stop till everybody's".
(Oh no, nunca te dejarán ir
De algo que dijiste hace 10 años Te cancelan

Y no se detendrán hasta que todos estén...)

 Argumentando los problemas legales que tuvo el vocalista Ronnie Radke en el pasado como su tiempo en la cárcel. Estos incluyen su participación en un asesinato que lo llevó a una condena de 2 años y medio en prisión y la demanda por arrojar un soporte de micrófono en un concierto que golpeó a una niña de 13 años en 2012. Otros también cuestionaron al vocalista por algunos de sus versos en otras canciones como en el tema «Alone» lanzado en 2013.

## Apariciones
- Esta canción es utilizada por la luchadora británica Saraya como su canción de entrada para All Elite Wrestling.[8][9]

## Posicionamiento en listas
| Lista (2022)                                     | Mejor posición |
| ------------------------------------------------ | -------------- |
| Alemania (Rock Airplay) (Official German Charts) | 11             |
| Australia (ARIA Digital Tracks)                  | 33             |
| Canadá (Canada Rock)                             | 36             |
| Canadá (Canadian Digital Songs)                  | 26             |
| Estados Unidos (Digital Songs Sales)             | 35             |
| Estados Unidos (Hot Rock & Alternative Songs)    | 16             |
| Estados Unidos (Mainstream Rock Airplay)         | 1              |
| Estados Unidos (Rock & Alternative Airplay)      | 13             |
| Finlandia (Suomen virallinen lista)              | 69             |
| Nueva Zelanda (Hot Singles) (RMNZ)               | 34             |
| Reino Unido (UK Download)                        | 59             |
| Reino Unido (UK Rock & Metal Singles)            | 12             |
| Reino Unido (UK Singles Sales)                   | 60             |

| Lista (2022)                                  | Mejor posición |
| --------------------------------------------- | -------------- |
| Estados Unidos (Hot Rock & Alternative Songs) | 48             |
| Estados Unidos (Rock & Alternative Airplay)   | 40             |

## Certificaciones
| País           | Organismo certificador | Certificación | Ventas certificadas | Ref.   |
| -------------- | ---------------------- | ------------- | ------------------- | ------ |
| Estados Unidos | RIAA                   | Oro           | 500 000             | [ 25 ] |